# Philip C. Hammond
Philip C. Hammond (* 5. Mai 1924 in Brooklyn, New York; † 24. Februar 2008) war ein US-amerikanischer Archäologe.

## Leben
Philip Hammond studiert nach dem Militärdienst im Zweiten Weltkrieg am Brothers College (1948 B.A.) und am Drew Theological Seminary (1951 B.D.). Anschließend ging er an die Yale University, wo er 1943 den M.A. in Semitistik erwarb. 1954 bis 1955 studierte er an der American School of Oriental Research in Jerusalem. In dieser Zeit nahm er unter Kathleen Kenyon an den Grabungen in Jericho (Tall as Sultan) teil. Nach seiner Rückkehr in die USA setzte er sein Studium in Yale fort und wurde 1957 mit der Dissertation  A Study of Nabatean Ceramics promoviert. Anschließend lehrte er bis 1960 als Assistant Professor of Religion am Lycoming College in Williamsport, Pennsylvania. 1960 ging er als Assistant Professor für Altes Testament an das Princeton Theological Seminary in Princeton, New Jersey, 1966 als Associate Professor für Mediterranean Archaeology an die Brandeis University in Waltham, Massachusetts. Von 1969 bis zu seinem Ruhestand 1994 lehrte er als Professor of Anthropology Archäologie an der University of Utah in Salt Lake City.
Er leitete Ausgrabungen in Palästina, Jordanien und Ägypten, insbesondere in Nag Hammadi, Hebron (Tel Rumeida) und Petra.

## Veröffentlichungen (Auswahl)
- The Excavation of the Main Theater at Petra, 1961–1962: Final Report (= Colt Archaeological Institute Publications). Bernard Quaritch, London 1965.
- The Nabataeans. Their history, culture and archaeology (= Studies in Mediterranean archaeology. 37). Åström, Gothenburg 1973, ISBN 91-85058-57-2